# Colegio de San Felipe y Santiago
El Colegio de San Felipe y Santiago fue una institución educativa de la Compañía de Jesús en Segovia.

## Historia
En 1557, se instalaron los primeros jesuitas en la ciudad de Segovia en una casa cedida por Luis de Mendoza, jesuita y cura de la iglesia de San Esteban que había sido amigo de Ignacio de Loyola en Roma. La casa estaba situada en las cercanías de esta última iglesia.

La elección de la ciudad de Segovia para fundación de un colegio jesuita, se debió como señala García Oviedo, no sólo a la existencia de activos privados disponibles y los planes de la Compañía. Según el jesuita Luis de la Valdivia, historiador del Colegio, existieron otras razones para la elección de Segovia:
[por ser una] de las principales de Castilla la Vieja y haber en ella muchas personas muy afectas a nuestra Compañía por haber algunos conocido y tratado en Roma a nuestro P. S. Ignacio, otros por haber estado el mismo santo en esta ciudad.
El impulso inicial se realizó por parte de Francisco de Borja en su calidad de comisario de la Compañía para España y fueron secundados por el arcipreste Fernando de Solier que contaba con un pariente jesuita del mismo nombre (o Hernando) y el propio Luis de Mendoza.

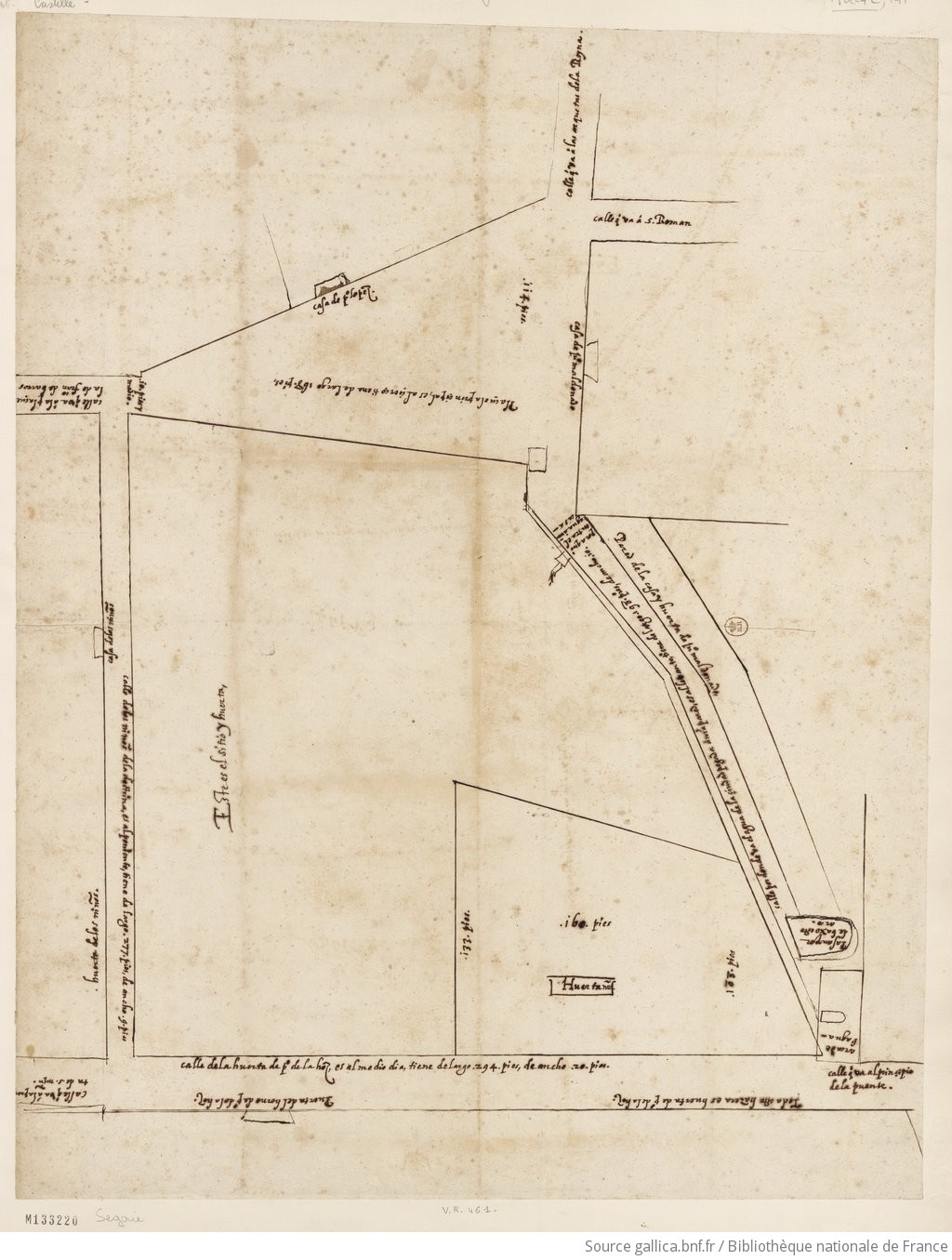
Plano de la manzana del Colegio (conservado en la Biblioteca Nacional de Francia)

El proceso formal de fundación del Colegio comenzó el 20 de febrero de 1559 siendo largo y complejo debido a los aspectos económicos. Entre los confundadores del colegio se encuentra una mujer, Antonia Dávila que era sobrina de Fernando Solier.En 1570 el padre provincial de Castilla, Gil González Dávila, en carta al padre general Francisco de Borja decía lo siguiente:
Segovia. El edificio se ha mejorado y se compró la huerta de S. Christoual para la recreación de los Nuestros, y según la buena diligencia del Rector, quedarán con menos deudas que tenían. No acaban de caer en la cuenta de esta ciudad a nros. estudios de latinidad; y si ogaño tuviera facultad de V. P., se vuieran quitado con mucha occasión; que vacando vna cátedra de Grammática que tiene la ciudad, ha procurado poner edictos y llamar de otras partes Maestros, con poca estima que ha mostrado de los trabajos de la Comp[añí]a en esta parte, assí en palabras como en obra, auiendo procurado de ponerse los [e]studios con más orden y actuación que nunca an tenido. Deste Coll[egio] se escreuirá a V. P.e de todo. Los studios proceden, quanto es de nra. parte, hasta tener significatión de la voluntad de V, P. de lo que se deua hacer, no auiendo en la ciudad más muestra de conoscer que reciben buena obra con nros. trabajos. Los ministerios demás van bien y en missiones alg.as se ha hecho fruto. El curso de Artes va en el postrero año. Ay aquí 2 Padres, 3 HH. Lectores de Letras Humanas, 9 oyentes de Artes, 8 HH. Coadjutores, dos de ellos son officiales. De otras tragas que ay para ayudar este Coll[egio] se escreuirá adelante, como se vieren poner en execución.

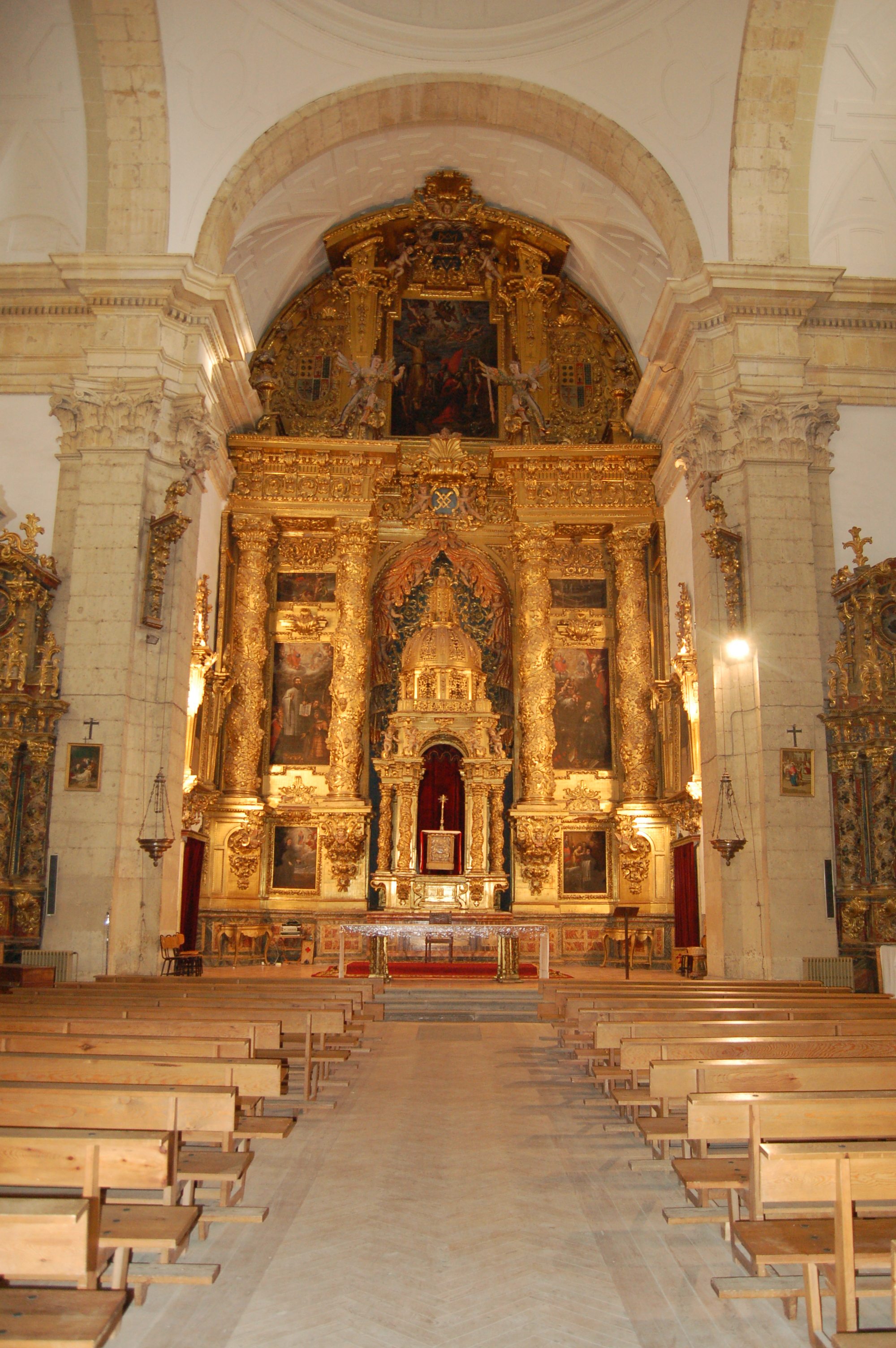
Interior del templo del colegio, hacia su retablo mayor.

En 1577 contaba con 300 alumnos. Cinco años después se comenzó la construcción de una iglesia definitiva que acabaría siendo consagrada en 1606.
Tras la expulsión de la Compañía de Jesús en España en 1767, sus edificios se destinaron a ser Seminario Conciliar de Segovia por orden del Consejo de Castilla. Esta última institución se inauguraría en 1791.

## Descripción

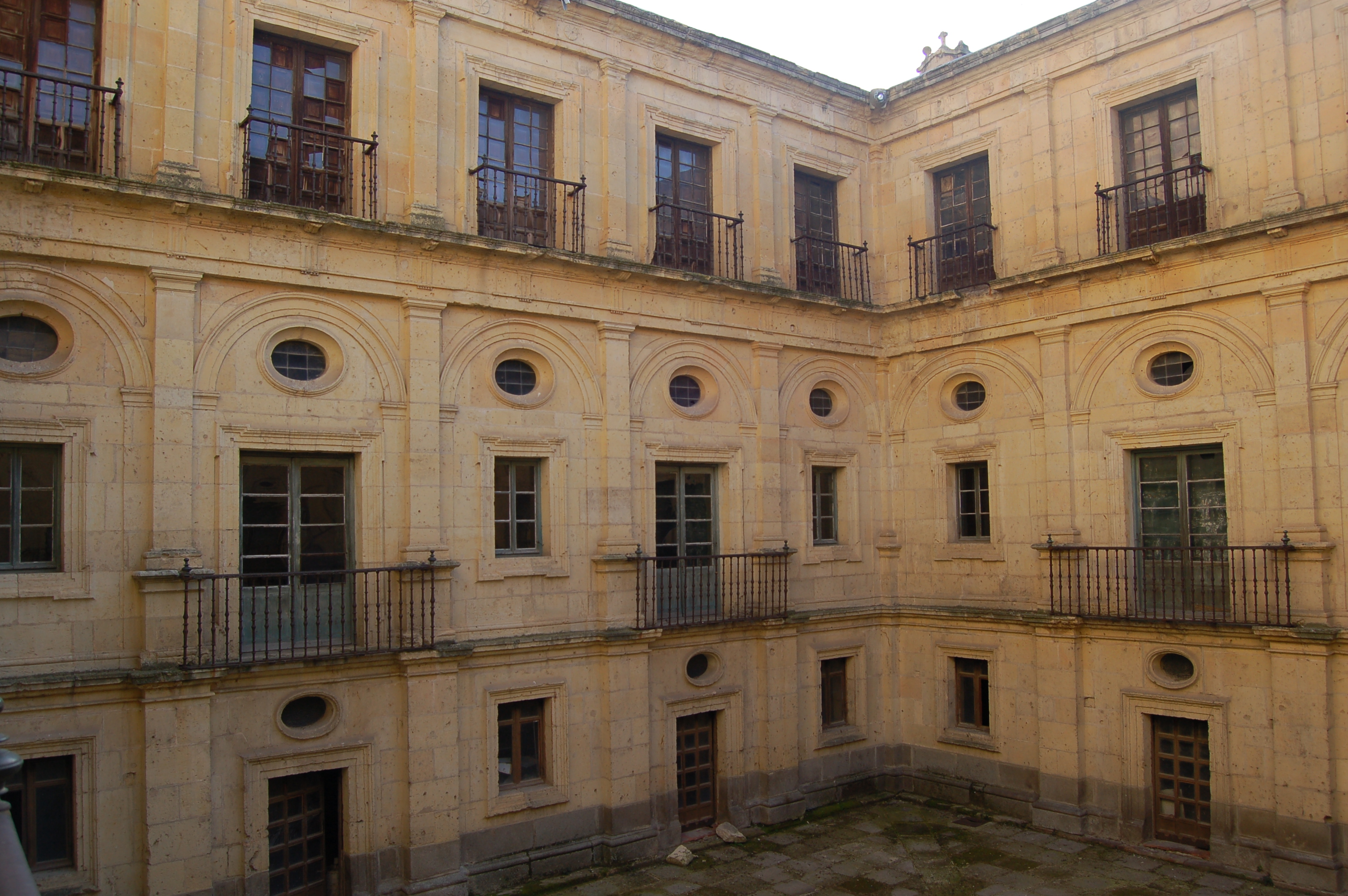
Patio del colegio.

El edificio del colegio, en su ubicación definitiva, contó con una importante iglesia que hoy se conserva.La iglesia contaba con una única nave y planta de cruz latina al estilo de la iglesias jesuitas según el modelo impuesto por la iglesia matriz de la Compañía de Jesús, Il Gesú en Roma. La iglesia del colegio se encuentra presidida por un retablo de estilo barroco de influencia churrigueresca, de tres calles obra del ensamblador José Vallejo Vivanco, realizado en 1678. En su calle central en la parte media se encuentra un amplio tabernáculo de madera, sobre el que se dispone un óleo representando el Martirio de San Felipe que corona el retablo. En la parte de central de las calles izquierda y derecha se disponen respectivamente: San Francisco Javier predicando a los indios y La visión de la Trinidad de Ignacio de Loyola.
Al oeste del templo se disponía el edificio del colegio propiamente dicho, alrededor de un patio cuadrado con elegantes fachadas de piedra caliza.

## Nota
1. ↑  Además era sobrino del que sería sucesor de Ignacio como segundo general de la Compañía, Diego Lainez.